# Pont Saint-Mihiel
Le pont Saint-Mihiel est situé à Nantes, entre les quartiers Hauts-Pavés-Saint-Félix et Malakoff-Saint-Donatien, au nord du centre-ville. Il relie la place Châteaubriand à la place de la Bonde en franchissant l'Erdre avant que celle-ci n'emprunte le tunnel Saint-Félix.

## Historique

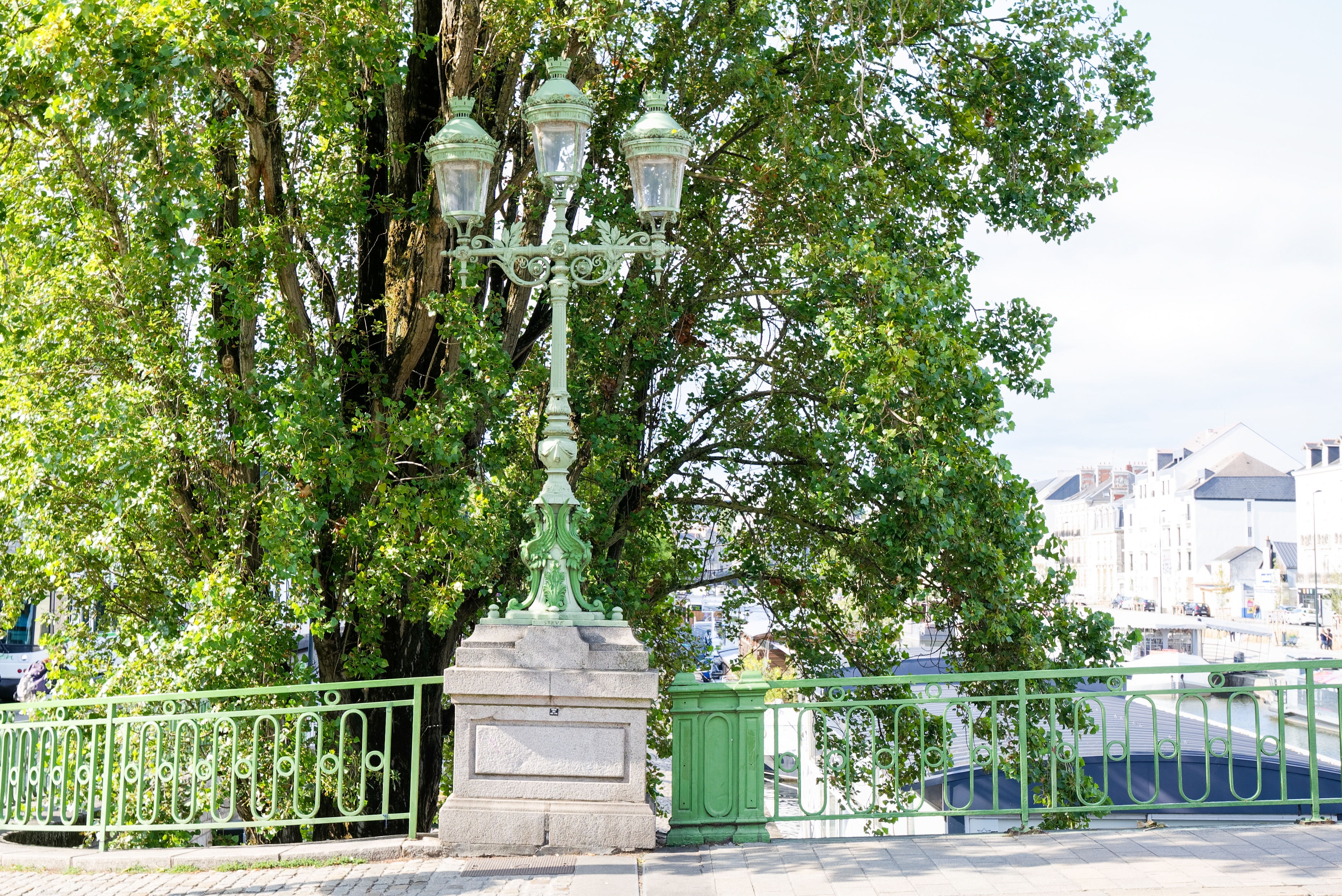
Réverbère

Ce pont a été construit au début du XXe siècle pour remplacer une passerelle dont l'état de vétusté était « inquiétant pour la batellerie et la circulation des piétons », comme les habitants des quartiers alentour le signalent en 1909. Cette passerelle de bois avait été installée en 1876. M. Charrière remporte le concours d'architecture en 1911, avec son projet d'un « pont métallique continu à trois travées ». En 1913, la construction d'un pont en pierre et acier est réalisée sur commande de la municipalité de Paul Bellamy. La fonderie Voruz réalise le pont, le dotant notamment d'un modèle original de réverbère. L'ouvrage est baptisé « pont de Barbin », nom déjà porté par un quai, du fait de la proximité du quartier éponyme.
Il prend le nom de « pont Saint-Mihiel » le 30 décembre 1918, après un vote du conseil municipal, en référence à la ville de Saint-Mihiel dans la Meuse. Cette commune, occupée durant les quatre années que dura la Première Guerre mondiale, fut libérée lors de la bataille du saillant de Saint-Mihiel qui eut lieu les 12 et 13 septembre 1918. Elle bénéficia d'une aide nantaise (et lyonnaise) pour sa reconstruction après le conflit.
Pendant l'été 2011, des travaux de rénovation de divers éléments de l'ouvrage (réfection de ses rives et de sa chaussée) et de sa protection anticorrosion sont réalisés.
Pendant l'épidémie de covid-19, le pont figurait parmi les infrastructures provisoirement fermées aux voitures.
Sa réouverture aux voitures en 2021 a suscité une polémique. En juin 2023, après une campagne menée par des habitants, le pont est de nouveau fermé à la circulation automobile, et ce de façon définitive.

## Dans les arts
Le pont sert de décor pour une scène du film Cessez-le-feu d'Emmanuel Courcol, sorti en 2017.

## À proximité
- Île de Versailles
- Square du Maquis-de-Saffré
- Station « Saint-Mihiel » de la ligne 2 du tramway